# Vetřelec
Vetřelec (angl. Alien [ˈeiliən]; též Xenomorf, angl. Xenomorph [ˈzenəˌmoːf]) je fiktivní mimozemský tvor se silnou kyselinou místo krve.
Poprvé se objevil ve filmu Vetřelec (1979), dále ve filmech Vetřelci (1986), Vetřelec 3 (1992), Vetřelec: Vzkříšení (1997), Vetřelec vs. Predátor (2004), Vetřelci vs. Predátor 2 (2007), ve filmu Prometheus (2012) a  Vetřelec Covenant (2017) a v nejnovějším filmu Vetřelec: Romulus. Také se objevuje v komiksech, knihách a v několika počítačových hrách, například v sérii Aliens versus Predator, ve hře Aliens: Colonial Marines nebo v  Alien: Isolation. Tvůrcem samotného vetřelce je švýcarský umělec Hans Ruedi Giger.
Vetřelci žijí podobně jako mravenci; jejich vůdcem je královna, která klade vejce. Z vejce se líhne facehugger ([ˈfeisˌhagə]), který se snaží najít nedobrovolného hostitele, do kterého by nakladl vetřelčí embryo. Po úspěšném nakladení embrya facehugger umírá. V těle hostitele se mezitím embryo vyvíjí ve stadiu zvaném chestburster ([ˈčestˌbəːstə(r)]); tento se následně vykouše z hrudi hostitele, čímž jej usmrtí. Po určité době se z chestburstera stává dospělý jedinec. Speciální schopností vetřelců je šplhání po stěnách. Vetřelci také mají unikátní organismus, díky kterému přežijí nepříznivé podmínky, jako například pobyt ve vesmíru (vakuu). Vetřelci také staví svá hnízda – většinou jsou to stěny komplexů; ty vetřelci pokryjí černohnědým sekretem – který sami vylučují – a ten poté ztuhne.

## Stádia vetřelců

### Vejce
Vejce (někdy zvané jako „Ovomorph") má klasický vejčitý tvar, šedozelenou barvu, je kožovité a je vysoké asi jeden metr.
Klade jej pouze královna hnízda, a protože je nejvíce zranitelné, dospělí jedinci je ochraňují a dle pokynů královny přenášejí na bezpečná místa.
Na vrcholu má čtyři chlopně, které se otevírají až ve chvíli, kdy se z něj líhne facehugger. Ten se líhne tehdy, když je v blízkosti jeho vejce oběť a cizí životní forma, která je vhodným hostitelem. Z vejce se vylíhne Facehugger, přisaje se oběti na obličejovou část hlavy (splanchnocranium) a naklade embryo. Líhne se i se změnou okolních podmínek, jako jsou otřesy, změna teploty apod.

### Facehugger
Facehugger (v překladu „objímač obličeje“) je druhé vývojové stádium vetřelce. Rodí se z vajec, které předtím nakladla královna. Stejně jako dospělý jedinec umí lézt po zdech/stropech a zvládne i několikametrový skok. Své oběti útočí na obličej, protože jeho jediným cílem je naklást zárodek do hrudního koše. Má celkem osm nohou, každou o třech kloubech, které slouží pro udržení se na hlavě oběti. Za nohama je dvojice dýchacích vaků, které facehugger používá pro saturaci kyslíkem své oběti. Za vaky je ocas z obratlů, který slouží k uchycení hostitele kolem krku.
Facehugger prostrčí do hrdla hostitele dva vývody, z toho jeden nosem. Jedním klade zárodek vetřelce a druhým reguluje saturaci kyslíku. To ve spolupráci s jeho ocasem, omotaným kolem krku oběti, funguje jako obranný systém proti případnému odstranění z obličeje hostitele. Případnému chirurgickému odstranění zabraňuje jeho krev, která má vlastnosti enormně silné kyseliny. Samotný proces nakladení zárodku trvá neurčitě dlouhou dobu. Následně facehugger umírá.

### Chestburster
Chestburster (v překladu „prorážeč hrudníku“) je třetí stádium vývoje vetřelce. Vyrůstá ze zárodku v těle hostitele, který naklade facehugger. Proměna ze zárodku do doby, než je schopný se prokousat hrudníkem oběti ven, trvá neurčitě dlouhou dobu (Vetřelec – nedlouho po nakladení, Vetřelec 3 – řádově dny).
Stejně jako každý parazit i vetřelec v tomto stádiu potřebuje přísun potravy od hostitele. Při svém vývoji v jeho těle vstřebává jeho informace o DNA a proto se v tomto stádiu rozhoduje jeho finální podoba v dospělosti (viz Druhy vetřelců).
Po opuštění těla oběti vzdáleně připomíná pulce. V tomto stádiu je velmi zranitelný a tak se snaží ukrývat a vyhledává potravu potřebnou pro další růst. Ideálně malé živočichy a tvory, které jej nemohou zásadně ohrozit. V tomto stádiu neumí skákat jako facehugger a ani není schopen lézt po kolmých stěnách nebo po stropech.
Čas, po jaký zůstává vetřelec ve stádiu chestburstera, není přesně určen a v každém filmu/hře je tato doba jiná. Pak následuje dospívání v dospělce. Když chestburster najde potřebnou potravu, začne velmi rychle růst. Při růstu ze sebe svlékne bílou kůži.

## Druhy vetřelců

### Trubec
Ve filmech: Vetřelec: Covenant, Vetřelec, Vetřelci, Vetřelec: Vzkříšení, Vetřelec vs. Predátor, Vetřelci vs. Predátor 2
Trubec (anglicky: Drone [drəʊn]) je z člověka vyvinutý chestburster. Trubec je typický dospělý jedinec známý z filmu Vetřelec. Je vyšší než dospělý člověk, má čtyři končetiny a pohybuje se vzpřímeně, jde o humanoida. Nemá oči, stejně jako ostatní druhy vetřelců. Celé tělo má pokryté černou kůží, vyjma temene hlavy, kde je vidět lebka, nepodobná té lidské.
Jako zbraně používá své pařáty na předních nebo všech čtyřech končetinách při skoku, ocas s ostrým bodcem. Na svou oběť útočí skokem, případně je-li oběť paralyzována v momentu překvapení, útočí vnitřní, výsuvnou čelistí, kterou prorazí lebku, čímž dojde k okamžitému usmrcení.
Umí se pohybovat velmi rychle a bravurně dokáže lézt po stěnách nebo stropech. V hnízdě plní také funkci dělnice, tedy přenáší vejce a brání je.
Pokud nastane situace, v níž v hnízdě není královna nebo není možnost, jak královnu obstarat, dokáže se postupným procesem jeden z trubců nějakým nespecifikovaným způsobem přeměnit v královnu.

### Běžec
Ve filmech: Vetřelec 3
Běžec (anglicky: Runner) je vetřelec, jehož zárodek byl facehuggerem nakladen do psa nebo kočkovité šelmy. Byl k vidění pouze ve filmu Vetřelec 3 a v počítačových hrách. Nepohybuje se vůbec vzpřímeně, ale výhradně po všech čtyřech končetinách. To mu zajišťuje velmi vysokou rychlost i oproti ostatním vetřelcům.
Jeho kůže není klasicky černá, ale tmavě písková. Stejně jako trubec má hbitý ocas, se kterým může poranit nepřítele. Jeho dominantou je však skok, kterým je schopen překonat značnou vzdálenost.

### Bojovník
Ve filmech: Vetřelci, Vetřelec: Vzkříšení, Vetřelec vs. Predátor, Vetřelci vs. Predátor 2
Bojovník (anglicky: Warrior [woriə(r)]) plní v hnízdě funkci bojovníka a obránce hnízda. Pohybuje se vzpřímeně a ačkoliv jde o humanoida, jako tomu je u trubce, již nemá typické lidské rysy jako drobnější paže nebo nohy. Zatímco trubec má na rukou prsty, vetřelec-bojovník disponuje typickými pařáty, které jsou lépe uzpůsobené k boji na blízko. Má také delší ocas, kterým může útočit proti narušiteli hnízda. Avšak nejnápadnější je jeho hlava: Místo hladkého povrchu hlavy, jakou má trubec, má bojovník hlavu s jakýmisi vroubky.
Mezi fanoušky byly časté dohady o tom, jak tento typ vetřelce vzniká. James Cameron (tvůrce vzhledu vetřelců bojovníků a režisér filmu Vetřelci) nakonec přišel s tím, že vetřelec bojovník je dospělý (dorostlý) trubec.
 Jednoduše to popsal tak, že později trubec projde změnou, díky níž se mu hladká hlava změní ve vroubkovanou hlavu a prsty mu vyrostou v pařáty. Díky tomu se změní v bojovníka. Taktéž dodal, že se vetřelec v prvním filmu v bojovníka nezměnil kvůli tomu, že neuplynulo dostatek času, a růstu v bojovníka se prostě nedožil; tak znělo jeho vysvětlení nespočtům fanoušků.

### Královna
Ve filmech: Vetřelci, Vetřelec: Vzkříšení, Vetřelec vs. Predátor
Královna, nebo také Matka (anglicky: Queen, Mother) je vůdkyní celého hnízda. Všichni vetřelci ji bez výjimky poslouchají a samozřejmě brání vlastním životem. Jejím hlavním smyslem, kromě řízení hnízda, je kladení nových vajec, které sama ochraňuje. Je vysoce inteligentní. Několika lidem ztroskotaly jakékoliv plány na její ochočení, nebo dokonce zotročení.
Ze všech vetřelců je stavbou těla největší. Její hlava vypadá proti ostatním trochu rozdílně. Místo dlouhého, trubkovitého temene se jí od čela rozšiřuje do stran a vytváří tvar podobný štítu. Vůči tělu má poměrně zakrnělé přední končetiny. Velikost hlavy a slabší stavba těla není určena pro častý pohyb nebo běh. Královna se zpravidla prakticky nepohybuje, protože její rolí je především klást vejce. Zadeček královny je oproti ostatním vetřelcům velmi výrazně rozšířený, vzhledem vypadá jako zadeček termití královny. Tento zadeček si dokáže královna v případě nouze odtrhnout od těla, například aby mohla zaútočit na vetřelce v jejím hnízdě.
V tomto vejcovodu se tvoří tzv. „mateří kašička“, která je nesmírně cenná, především pro oblast farmaceutického průmyslu, a proto se v několika knížkách stala důvodem výpravy na planetu osídlenou vetřelci.

### Predalien
Více v samostatném článku: Predalien
Ve filmech: Vetřelec vs. Predátor, Vetřelci vs. Predátor 2
Predalien se vyvine, pokud jeho hostitelem byl Predátor (mimozemšťan ze stejnojmenného filmu). Po predátorovi navíc zdědil větší odolnost a sílu, tyto vlastnosti jsou ovšem opět vykompenzovány, a to o něco menší rychlostí a mrštností. Krom toho má na čelistech predátorská klepeta. Pohybuje se vzpřímeně na zadních končetinách. Nedokáže lézt po zdech nebo po stropě jako ostatní vetřelci.
Predalien také dokázal implantovat vetřelčí embrya svou čelistí (konkrétně tou vnitřní, vysunovací), a to ve velkém počtu (několik najednou). Není známo, jestli má tuto schopnost každý predalien, ale v tomto případě se zřejmě jednalo o královnu.

## Vetřelcovití mutanti

### Deacon
Ve filmech: Prometheus
Deacon je vetřelci ne moc podobný tvor. Též se jedná o humanoida s vetřelčími rysy, nicméně celé jeho tělo má namodralé zbarvení, hlavu má zakončenou netypickou špičkou a chybí mu ocas. Podobnost s klasickým vetřelcem je však ta, že má též vnitřní vysunovací čelist s ostrými zuby. Z jeho vzhledu je očividné, že se nejedná o zrovna rychlého a hbitého tvora.
Jeho původ je poněkud komplikovanější; celý proces vzniku Deacona byl vysvětlen takto – Charlie Holloway, jeden z posádky lodi Prometheus, se infikoval mimozemskou biologickou zbraní ve formě černé kapaliny. Po následném nechráněném pohlavním styku s dalším členem posádky, Elizabeth Shawovou, se infekce mimozemské látky přenesla na zárodečný plod. Během několika hodin Elizabeth porodila hlavonožci podobné stvoření, „Trilobita". Ten během dalších pár hodin dorostl do dospělé velikosti a infikoval zárodkem jednoho z živých Tvůrců obdobně jako Facehugger. Následně se z Tvůrcova hrudníku protrhl na svět právě Deacon.

### Neomorf
Ve filmech: Vetřelec: Covenant
Neomorf (anglicky Neomorph [ˌniːəʊˈmɔː(r)f]) má s typickým Xenomorfem už co dočinění. Jeho vzhled už se přece jen podobá plnohodnotnému vetřelci. Jeho vzhled je jakási kříženina mezi Xenomorfem a Deaconem. Má bílé zabarvení kůže, podobnou hlavu jako Deacon, ale vlastnosti, jako dravost a hbitost, a celkovou stavbu těla má spíše jako Xenomorf, a to včetně ocasu zakončeného bodcem. Stejně jako Xenomorf, tak i Neomorf se vyhýbá ostrému světlu.
Vzniká tak, že černé spóry vypuštěné z houbovitě vzhlížejícího organismu, vzniklého díky Davidovým experimentům s biosférou a černou kapalinou, infikují člověka, z něhož se za pár hodin protrhne na svět právě mládě Neomorfa. To do dospělosti vyroste během pouhých pár desítek minut.

### Novorozeně
Ve filmech: Vetřelec: Vzkříšení
Novorozeně (anglicky Newborn [ˈnjuːbɔːn Amer ˈnuːbɔːrn]), je velmi zvláštní typ vetřelce – hybrid člověka a vetřelce. Svým vzhledem připomíná už spíše člověka, nežli vetřelce, nicméně do plnohodnotného člověka má stále daleko. Jeho vlhká, šedivá kůže, obličejové rysy a stavba těla ukazuje, že má DNA alespoň z půli lidskou. Nemá typické schopnosti vetřelce, jako lézt po zdech či hbitě běhat, zato však jeví známky citů.
Jakmile na lodi Auriga naklonovali vetřelčí královnu společně s Ripleyovou, vetřelčí královna měla i svůj podíl DNA Ripleyové v těle. Po několika dnech královně vyrostl jakýsi kokon, z něhož se hybrid královny a Ripleyové zrodil. Následně zabil královnu, jelikož jako svou matku bral právě Ripleyovou.

## Vznik vetřelce jako takového
Tento proces byl vysvětlen ve filmu Vetřelec: Covenant. Po událostech z filmu Prometheus, kdy android David a Elizabeth Shawová dorazili k planetě Tvůrců, začal David vlastní experimenty s biologickou zbraní ve formě černé kapaliny vytvořenou samotnými Tvůrci. Veškerou zdejší živočišnou biosféru začal pomocí oné kapaliny buď hubit, nebo rapidně mutovat v nová stvoření. Jeho konečným výsledkem po deseti letech práce bylo dosažení „perfektního organismu“, což bylo právě několik vetřelčích vajec s facehuggerem uvnitř.
Není známo, jak se dostala loď Tvůrců s vetřelčími vejci na palubě na LV-426, nicméně se zřejmě jedná o souvislost s alternativním zakončením Promethea.

## Komunikace
Vetřelci mezi sebou dokáží komunikovat, avšak není známa metoda jejich neverbální komunikace. Královna je schopna bez vydání hlasu korigovat Drony, coby dělnice hnízda nebo válečníky pro jeho obranu a to i na větší vzdálenost. Ve filmu Vetřelec: Vzkříšení byla schopna jejich řeč zachytit i Ellen Ripleyová, protože měla zkombinovanou svou DNA s DNA královny. S největší pravděpodobností komunikují jakousi formou telepatie.

## Další výskyt
Vetřelec nebo některá z jeho podob se objevují také v různých jiných filmech, převážně parodiích na původní film.
Seznam dalších filmů, kde se vyskytuje vetřelec:
- Války hvězd naruby (Spaceballs) – v závěru filmu vyskočí chestburster z hrudníku jednoho návštěvníka kosmického baru a za doprovodu hudby předvede kabaretní taneček. Roli „prvního nakaženého“ si opětovně zahrál John Hurt, který ve filmu Vetřelec ztvárnil postavu Kana.
- Červený trpaslík – v epizodě „Polymorf“ se polymorf v jedné scéně změní na Listerovu nejhorší obavu, která je vetřelci více než podobná.